# Vale de Napa

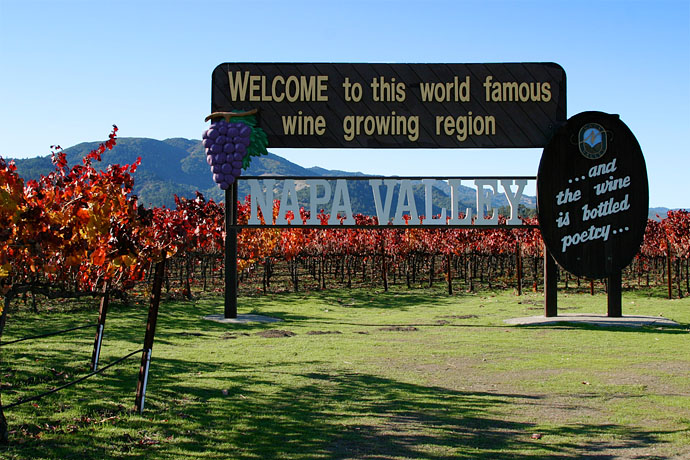
Placa de boas-vindas ao vale

O Vale de Napa (em inglês Napa Valley) é uma zona vinícola dos Estados Unidos localizada no condado de Napa, Califórnia. É considerado como umas das melhores regiões para o cultivo de uva para a produção vinícola dos Estados Unidos, com uma história que remonta ao século XIX  A combinação do clima mediterrâneo, geografia e geologia do vale ajudam para que as uvas sejam de boa qualidade. John Patchett estabeleceu o primeiro vinhedo comercial do vale em 1858. Cerca de 4,7 milhões de pessoas visitam todos os anos o Vale de Napa, sendo o segundo destino turístico mais popular da Califórnia, depois da Disneylândia.